# Abdounia minutissima
Abdounia minutissima là một loài cá mập mặt trắng sống ở thế Eocen. Các nghiên cứu về loài này dựa trên những mẫu vật răng riêng lẻ được tìm thấy ở Anh, Bỉ và có khả năng ở vùng vịnh Chespeake thuộc miền đông Hoa Kỳ.